# 华盛顿大学法学院 (圣路易斯)

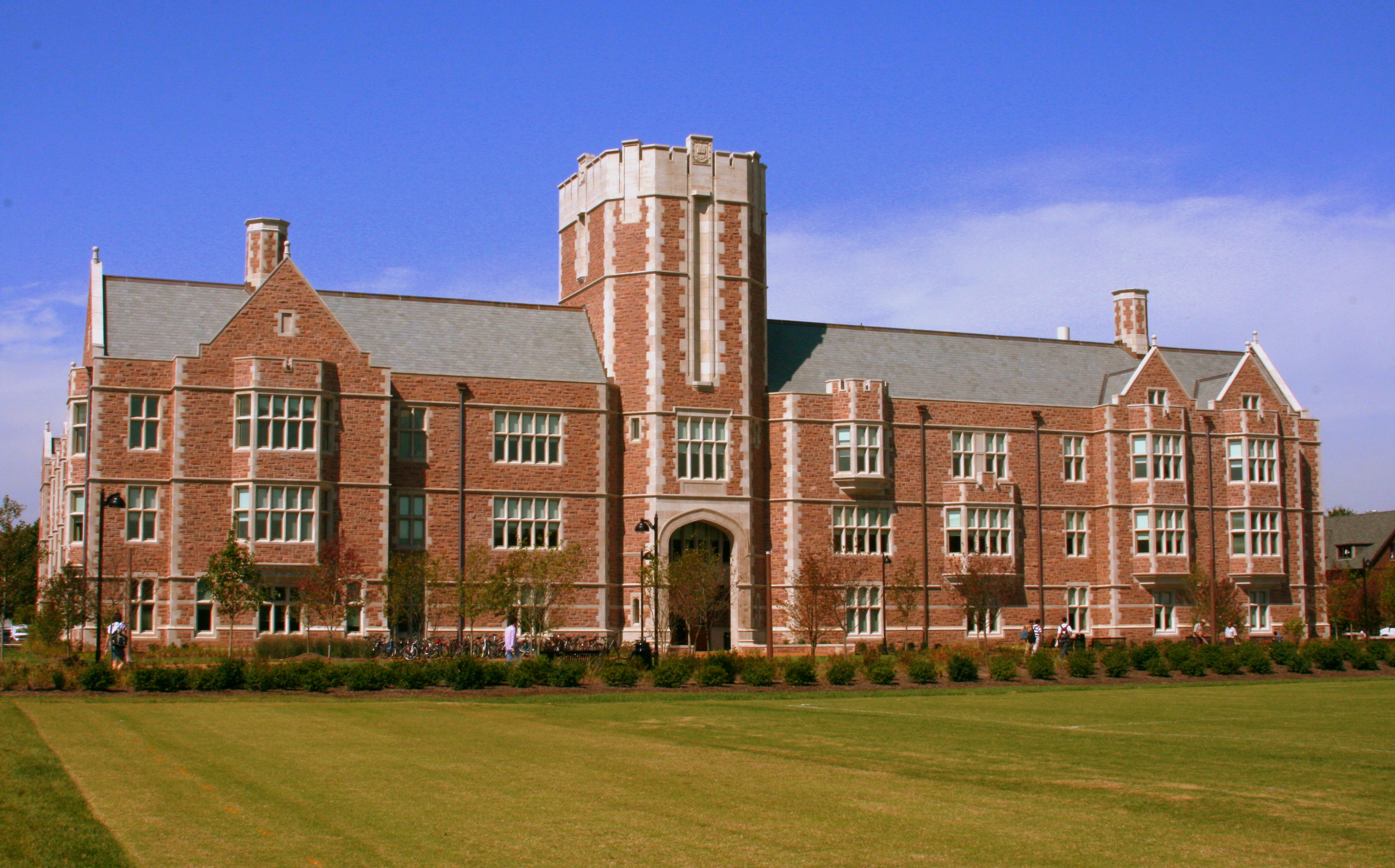
法学院大楼，跟文理学院共用

华盛顿大学法学院（Washington University School of Law）
是一所自1867年起在美国密苏里州圣路易斯创设的法学院，附属于圣路易斯华盛顿大学。该学院是密西西比河以南历史最悠久的私立法学院。
在2022年《美国新闻与世界报道》的法学院排名里，华盛顿大学法学院被评为第16名。法学院最初坐落于圣路易斯市区，法学院于1904年搬迁到现在的华盛顿大学主校区。

## 录取
2019级的229名新生中，他们的LSAT成绩中位数是169，成绩范围（25百分位数-75百分位数）是162-170；绩点中位数是3.83，绩点范围（25百分位数-75百分位数）是3.40-3.93。

## 排名和荣誉
在2021年《美国新闻与世界报道》的法学院排名里，华盛顿大学法学院排名情况为：
- 第17名（总体排名）
- 第12名（庭审辩护）
- 第14名（法律诊所）
- 第17名（国际法）
- 第19名（宪法）[4]

## 项目与学位

### 法律博士（JD)
华大法学院的绝大多数学生都选择了时长三年的法律博士项目。法律博士项目共含86课时。在课程第一年，所有学生都需要学习一学期的合同法、财产法、侵权法、民事通则、宪法、刑事通则。此外，学生们还需要在博士一年级学习法律实践和法律检索两门时长为一年的课程。二年级和三年级只有两门必修课：道德理论、道德讨论。在此之外，学生可以自由选择自己感兴趣的课程；参加模拟法庭、法律诊所；发表学术论文或者在校外实习。

### 双学位项目
华大法学院提供六个时长四年的双学位项目：
- 与商学院合办的JD-MBA项目
- 与文理学院合办的JD-MA（东亚研究）项目
- 与文理学院合办的JD-MA（经济）项目
- 与医学院合办的JD-MHA项目
- 与社工学院合办的JD-MSW项目
- 与昆士兰大学合办的JD-LLM项目

### 法律硕士（LLM）
华大法学院有面向国际学生的美国法法律硕士项目；面向已经取得法律博士的学生的争端解决法律硕士、知识产权和科技法法律硕士和税务法法律硕士。华大法学院同时提供线上美国法法律硕士课程。

### 法律研究硕士（MLS）
华大法学院给非法律专业的学生提供法律研究硕士（MLS）学位，帮助学生增进对整个法律系统或某一特定法律领域的了解。

### 法学博士（JSD）
与注重实践的法学博士（JD）不同，华大法学院的法学博士（JSD）项目侧重于学术研究。有志于从事法律教学或法律理论研究的学生可以选择这一课程。

## 校园

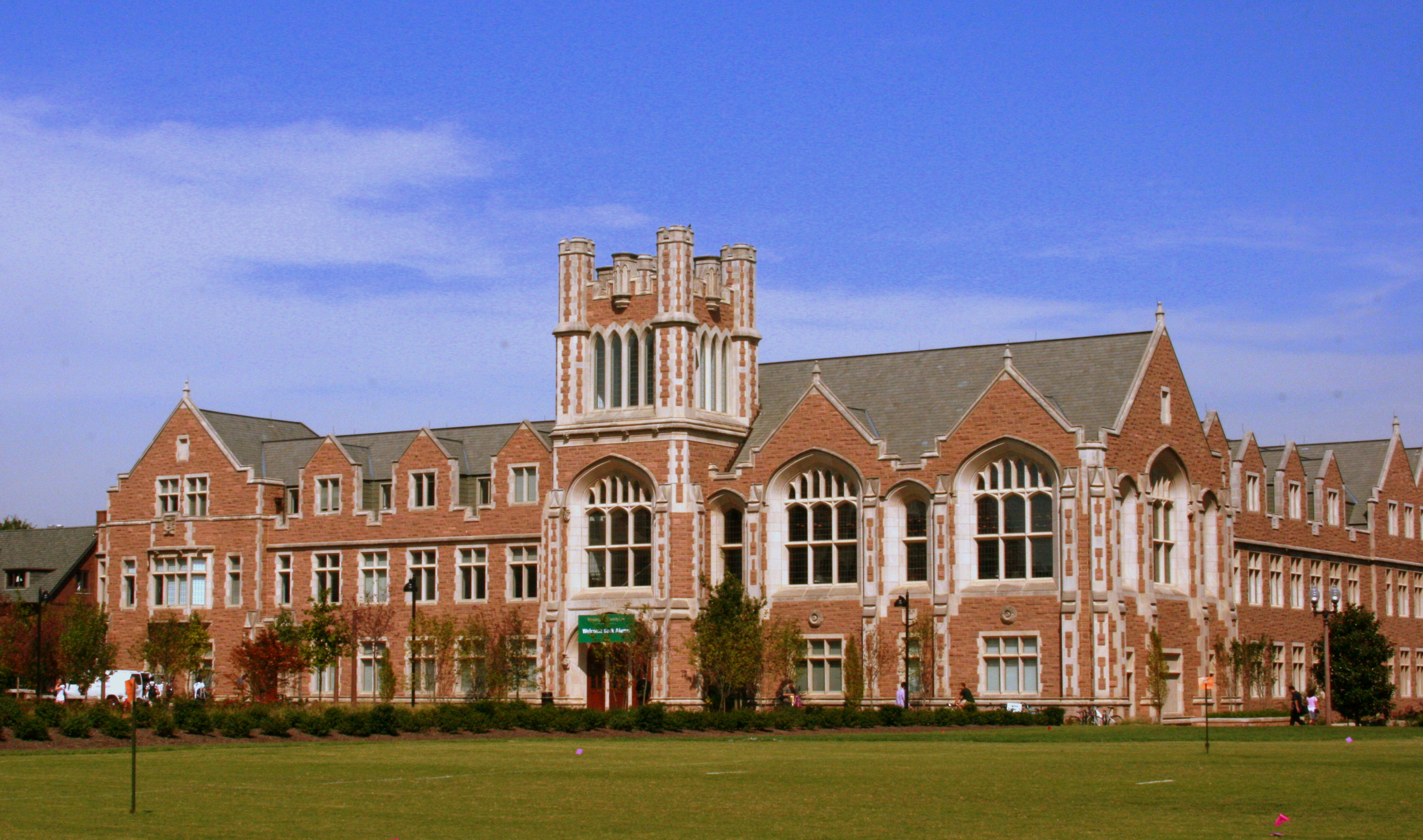
Anheuser Busch Hall

法学院于1997年1月搬迁到了Anheuser-Busch大楼。Anheuser-Busch大楼于华大Danforth主校区传统的建筑风格混为一体。大楼内有两个模拟法庭、多个教室、一个开放式图书馆。大楼内还有一个有着玻璃穹顶的日照庭院。所有的教室都有电脑和多媒体设备。
与文理学院共用的法学院新楼在Anheuser-Busch大楼的西南侧。新楼中有法学院的行政部门、法律期刊办公室和新的教室。

## 就业
在美国律师协会2018年的统计报告中，华盛顿大学87.1%的毕业生在毕业后九个月内取得了需要法律学位的长期全职工作；52.1%的毕业生在100人以上的律师事务所或联邦法院就业。华大的就业不足率为5.7%，这其中包括没有找到工作的毕业生、继续求学的毕业生和在进行短期兼职非专业工作的毕业生。
2018届毕业生在私营企业和公共部门年薪中位数分别是$162,500和$57,000。

## 花费
华大法学院2019-2020学年的总修学费用为$83,654（包括学杂费和生活费）。

## 链接
- 官方网站